# Ulrike Bruns
Ulrike Bruns (Klapezynski, de nascimento) (Cottbus, 17 de novembro de 1953) é uma antiga atleta alemã que representava a Alemanha Oriental em corridas de meio-fundo. Foi medalhada de bronze nos 1500 metros dos Jogos Olímpicos de 1976 e nos 3000 metros dos Campeonatos Mundiais de 1987.
Ulrike Bruns é ainda hoje (2012) a detentora dos recordes nacionais da Alemanha nas distâncias de uma milha e 2000 m.

## Melhores marcas pessoais

### Outdoor
| Prova        | Data                   | Local             | Marca      |
| ------------ | ---------------------- | ----------------- | ---------- |
| 800 metros   | 10 de julho de 1976    | Berlim Leste, RDA | 1:57.06 m  |
| 1000 metros  | 18 de agosto de 1978   | Berlim Leste, RDA | 2:31.95 m  |
| 1500 metros  | 14 de julho de 1976    | Potsdam, RDA      | 3:59.9 m   |
| Milha        | 21 de agosto de 1985   | Zurique, Suíça    | 4:21.59 m  |
| 2000 metros  | 22 de setembro de 1985 | Berlim Leste, RDA | 5:37.62 m  |
| 3000 metros  | 20 de julho de 1984    | Berlim Leste, RDA | 8:36.38 m  |
| 10000 metros | 30 de agosto de 1986   | Estugarda, RFA    | 31:19.75 m |